# Padma Shri (1960–1969)
La Padma Shri est la quatrième décoration civile en importance de l'Inde. Les récipiendaires des années 1960-1969 :
| Année | Nom                                               | Domaine                  | État                        | Pays        |
| ----- | ------------------------------------------------- | ------------------------ | --------------------------- | ----------- |
| 1960  | Dr. M. G. Ramachandran                            | Arts                     | Tamil Nadu                  | Inde        |
| 1960  | Dr. Adinath Lahiri                                | Commerce et industrie    | Bengale-Occidental          | Inde        |
| 1960  | Dr. Artabalabha Mohanti                           | Littérature et éducation | Orissa                      | Inde        |
| 1960  | Dr. Kalpathy Ram Iyer Doraisamy                   | Médecine                 | Tamil Nadu                  | Inde        |
| 1960  | Dr. Vaidyanatha Subrahmanyan                      | Service public           | Karnataka                   | Inde        |
| 1960  | M. Anil Kumar Das                                 | Sciences et génie        | Bengale-Occidental          | Inde        |
| 1960  | M. Ayyagiri Rao                                   | Sciences et génie        | Andhra Pradesh              | Inde        |
| 1960  | M. Bellary Shamanna Kesavan                       | Littérature et éducation | Karnataka                   | Inde        |
| 1960  | M. Dahyabhai Jivaji Naik                          | Travail social           | Gujarat                     | Inde        |
| 1960  | M. Har Krishna Lal Sethi                          | Service public           | Delhi                       | Inde        |
| 1960  | M. Har Mander Singh                               | Service public           | Punjab                      | Inde        |
| 1960  | M. Jasu M. Patel                                  | Sports                   | Gujarat                     | Inde        |
| 1960  | M. Nanabhai Bhatt (Lokbharti)                     | Travail social           | Maharashtra                 | Inde        |
| 1960  | M. Nuthaki Bhanu Prasad                           | Service public           | Andhra Pradesh              | Inde        |
| 1960  | M. Rustomji Marwanji Alpaiwala                    | Affaires publiques       | Maharashtra                 | Inde        |
| 1960  | M. Vijay S. Hazare                                | Sports                   | Gujarat                     | Inde        |
| 1960  | Mme Arati Saha                                    | Sports                   | Bengale-Occidental          | Inde        |
| 1960  | Mme Bina Das                                      | Travail social           | Bengale-Occidental          | Inde        |
| 1960  | Mme H.Kusum Sayani                                | Travail social           | Maharashtra                 | Inde        |
| 1960  | Mme Sophia Wadia                                  | Travail social           | Maharashtra                 | Inde        |
| 1960  | Mme Vir Vati                                      | Arts                     | Delhi                       | Inde        |
| 1961  | Baibi Harparkash Kaur                             | Travail social           | Punjab                      | Inde        |
| 1961  | Brig. Gyan Singh                                  | Sports                   | Uttar Pradesh               | Inde        |
| 1961  | Dr. Brahm Prakash                                 | Sciences et génie        | Punjab                      | Inde        |
| 1961  | Dr. Hilda Mary Lazarus                            | Médecine                 | Andhra Pradesh              | Inde        |
| 1961  | Dr. Parasuram Misra                               | Littérature et éducation | Orissa                      | Inde        |
| 1961  | Mlle Mithuban Petit                               | Travail social           | Gujarat                     | Inde        |
| 1961  | Mlle Evengeline Lazarus                           | Littérature et éducation | Karnataka                   | Inde        |
| 1961  | Prof. M.G.K. Menon                                | Sciences et génie        | Delhi                       | Inde        |
| 1961  | M. Agram Krishnamachar                            | Service public           | Karnataka                   | Inde        |
| 1961  | M. Amal Shah                                      | Travail social           | Bihar                       | Inde        |
| 1961  | M. Bhagwat Sinha Mehta                            | Service public           | Rajasthan                   | Inde        |
| 1961  | M. Kartar Singh Dewana                            | Sciences et génie        | Punjab                      | Inde        |
| 1961  | M. Kattingeri Krishna Hebbar                      | Arts                     | Maharashtra                 | Inde        |
| 1961  | M. Man Mohan Suri                                 | Sciences et génie        | Punjab                      | Inde        |
| 1961  | M. Marthhand Ramchandra Jamadar                   | Travail social           | Gujarat                     | Inde        |
| 1961  | M. Muni Jin Vijayaji                              | Littérature et éducation | Rajasthan                   | Inde        |
| 1961  | M. Nayyadupakkam Duraiswamy Sundaravadivelu       | Littérature et éducation | Tamil Nadu                  | Inde        |
| 1961  | M. Premendra Mitra                                | Littérature et éducation | Bengale-Occidental          | Inde        |
| 1961  | M. Raghunath Krishna Phadke                       | Arts                     | Madhya Pradesh              | Inde        |
| 1961  | M. Sonam Narboo                                   | Service public           | Jammu and Kashmir           | Inde        |
| 1961  | M. Veerangouda Veerbasangouda Patel               | Travail social           | Karnataka                   | Inde        |
| 1961  | M. Vinayak Krishna Gokak                          | Littérature et éducation | Karnataka                   | Inde        |
| 1961  | M. Vishnukant Jha                                 | Littérature et éducation | Bihar                       | Inde        |
| 1961  | M. Vithalrao Eknath Rao Vikash Patil              | Commerce et industrie    | Maharashtra                 | Inde        |
| 1961  | Mme Kamalabai Hospet                              | Travail social           | Maharashtra                 | Inde        |
| 1961  | Ustad Bismillah Khan                              | Arts                     | Uttar Pradesh               | Inde        |
| 1962  | Dr. Bishnupada Mukerjee                           | Service public           | Bengale-Occidental          | Inde        |
| 1962  | Dr. Krishnarao Shripat Mhaskar                    | Médecine                 | Maharashtra                 | Inde        |
| 1962  | Maj. Sarda Nand Singh                             | Service public           | Punjab                      | Inde        |
| 1962  | Mère Teresa                                       | Travail social           | Bengale-Occidental          | Inde        |
| 1962  | M. Amlanda Ghosh                                  | Service public           | Bengale-Occidental          | Inde        |
| 1962  | M. Ashok Kumar Ganguli                            | Arts                     | Maharashtra                 | Inde        |
| 1962  | M. Challagalla Narasimhan                         | Service public           | Andhra Pradesh              | Inde        |
| 1962  | M. Chanapatha Krishnappa Venkataramayya           | Littérature et éducation | Karnataka                   | Inde        |
| 1962  | M. Dula Bhaya Kag                                 | Littérature et éducation | Gujarat                     | Inde        |
| 1962  | M. Gostha Behari Paul                             | Sports                   | Bengale-Occidental          | Inde        |
| 1962  | M. Joseph Durai Raj                               | Service public           | Delhi                       | Inde        |
| 1962  | M. N. Ramaswami Iyer                              | Travail social           | Tamil Nadu                  | Inde        |
| 1962  | M. Nari J. Contractor                             | Sports                   | Maharashtra                 | Inde        |
| 1962  | M. Natthi Singh                                   | Sciences et génie        | Uttar Pradesh               | Inde        |
| 1962  | M. P.R. Umrigar                                   | Sports                   | Maharashtra                 | Inde        |
| 1962  | M. Ramanathan Krishnan                            | Sports                   | Tamil Nadu                  | Inde        |
| 1962  | M. Santosh Kumar Mukherjee                        | Médecine                 | Bengale-Occidental          | Inde        |
| 1962  | M. Santu Javhermal Shahaney                       | Service public           | Bengale-Occidental          | Inde        |
| 1962  | M. Shanti Kumar Tribhuvandas Raja                 | Service public           | Orissa                      | Inde        |
| 1962  | M. Shridhar Sharma                                | Médecine                 | Rajasthan                   | Inde        |
| 1962  | M. Sochi Rout Roy                                 | Littérature et éducation | Orissa                      | Inde        |
| 1962  | M. Sonam Gyatso                                   | Sports                   | Sikkim                      | Inde        |
| 1962  | M. Tarasankar Bandhopadhyaya                      | Littérature et éducation | Bengale-Occidental          | Inde        |
| 1962  | M. V. Ramchandra Vajramushti                      | Service public           | Andhra Pradesh              | Inde        |
| 1962  | M. Vellore Ponnurangam Appadurai                  | Service public           | Tamil Nadu                  | Inde        |
| 1963  | Dr. Nani Chandra Bordoli                          | Médecine                 | Assam                       | Inde        |
| 1963  | Dr. Sohrab Pestonji Shroff                        | Médecine                 | Delhi                       | Inde        |
| 1963  | Lt. Col. George William Gregory Bird              | Médecine                 |                             | Royaume-Uni |
| 1963  | Prof. Rashid Ahmed Siddiqi                        | Littérature et éducation | Delhi                       | Inde        |
| 1963  | Rév. Joel K. Lakra                                | Travail social           | Bihar                       | Inde        |
| 1963  | M. Ahindra Chowdhury                              | Littérature et éducation | Bengale-Occidental          | Inde        |
| 1963  | M. Bishan Man Singh                               | Sciences et génie        | Uttar Pradesh               | Inde        |
| 1963  | M. Brij Krishna Chandiwala                        | Travail social           | Delhi                       | Inde        |
| 1963  | M. Krishna Chandra Johore                         | Service public           | Haryana                     | Inde        |
| 1963  | M. Mehboob Khan                                   | Arts                     | Maharashtra                 | Inde        |
| 1963  | M. Melville De Demellow                           | Arts                     | Rajasthan                   | Inde        |
| 1963  | M. Nashir Framroz Suntook                         | Service public           | Maharashtra                 | Inde        |
| 1963  | M. Nori Gopal Krishnamurty                        | Service public           | Tamil Nadu                  | Inde        |
| 1963  | M. Purnendu Kumar Banerjee                        | Service public           | Bengale-Occidental          | Inde        |
| 1963  | M. Rana Krishnadev Narain Singh                   | Service public           | Assam                       | Inde        |
| 1963  | M. Sisir Kumar Lahiri                             | Service public           |                             | Royaume-Uni |
| 1963  | M. Sumant Kishore Jain                            | Service public           | Uttar Pradesh               | Inde        |
| 1963  | M. Syed Mustaq Ali                                | Sports                   | Madhya Pradesh              | Inde        |
| 1963  | Mme Leela Sumant Mulgaokar                        | Travail social           | Maharashtra                 | Inde        |
| 1963  | Mme Pilloo Maneck Maneckiji                       | Travail social           | Maharashtra                 | Inde        |
| 1963  | Wg. Cdr. Sultan Singh Yadav                       | Service public           | Delhi                       | Inde        |
| 1964  | Dr. Gadde Ramakoteswar Rao                        | Sciences et génie        | Andhra Pradesh              | Inde        |
| 1964  | Lt. Col. Ramesh Chandra Bhaskar Sule              | Service public           | Maharashtra                 | Inde        |
| 1964  | Lt. Col. Santosh Kumar Mazumdar                   | Médecine                 | Delhi                       | Inde        |
| 1964  | M. Adi Pherozeshah Marzban                        | Arts                     | Maharashtra                 | Inde        |
| 1964  | M. Krishna Chandra Shukla                         | Littérature et éducation | Rajasthan                   | Inde        |
| 1964  | M. Morapakan Tesian Gopalan                       | Sports                   | Tamil Nadu                  | Inde        |
| 1964  | M. Nawang Gombu                                   | Sports                   | Bengale-Occidental          | Inde        |
| 1964  | M. Pramananda Acharya                             | Sciences et génie        | Orissa                      | Inde        |
| 1964  | M. Pratul Chandra Sorcar                          | Arts                     | Bengale-Occidental          | Inde        |
| 1964  | M. Thapfoorya Haralu                              | Service public           | Andhra Pradesh              | Inde        |
| 1964  | M. Vinayak Pandurang Karmarkar                    | Arts                     | Maharashtra                 | Inde        |
| 1964  | Mme Charanjit Singh                               | Sports                   | Haryana                     | Inde        |
| 1964  | Mme Srinivasa Ambujammal                          | Travail social           | Tamil Nadu                  | Inde        |
| 1965  | Capt. Avtar Singh Vohra Cheema                    | Sports                   | Punjab                      | Inde        |
| 1965  | Capt. Hari Pal Singh Ahluwalia                    | Sports                   | Punjab                      | Inde        |
| 1965  | Dr. Dwijendra Nath Mukherjee                      | Médecine                 | Bengale-Occidental          | Inde        |
| 1965  | Dr. Tonse Madhava Anatha Pai                      | Littérature et éducation | Karnataka                   | Inde        |
| 1965  | Dr. Vishnu Madav Ghatage                          | Sciences et génie        | Karnataka                   | Inde        |
| 1965  | Guru Kunju Kurup                                  | Arts                     | Kerala                      | Inde        |
| 1965  | Hakim Abdul Hameed                                | Médecine                 | Delhi                       | Inde        |
| 1965  | Maj. Narender Kumar                               | Sports                   | Punjab                      | Inde        |
| 1965  | Prof. Anant Atmaram Kanekar                       | Littérature et éducation | Maharashtra                 | Inde        |
| 1965  | Prof. Dinkar Balwant Deodhar                      | Sports                   | Maharashtra                 | Inde        |
| 1965  | Prof. Mritanjaya Vaidyanathan                     | Sciences et génie        | Tamil Nadu                  | Inde        |
| 1965  | Prof. Vishnu Namdeo Adarkar                       | Littérature et éducation | Maharashtra                 | Inde        |
| 1965  | Rév. Panavelil Thomas Chandi                      | Littérature et éducation | Uttar Pradesh               | Inde        |
| 1965  | Rév. John Richardson                              | Travail social           | Andaman and Nicobar Islands | Inde        |
| 1965  | M. Ang Kami                                       | Sports                   | Assam                       | Inde        |
| 1965  | M. Chandra Prakash Vohra                          | Sports                   | Bengale-Occidental          | Inde        |
| 1965  | M. Gopal Prasad Vyas                              | Littérature et éducation | Delhi                       | Inde        |
| 1965  | M. Gordhandas Bhagwandas Narotamdas               | Travail social           | Maharashtra                 | Inde        |
| 1965  | M. Hanumanbax Kanoi                               | Commerce et industrie    | Rajasthan                   | Inde        |
| 1965  | M. HCS Rawat (Harish Chandra Singh Rawat)         | Sports                   | Delhi                       | Inde        |
| 1965  | M. Jashbhai Shankarbhaiu Patel                    | Sciences et génie        | Gujarat                     | Inde        |
| 1965  | M. Jack Gibson                                    | Littérature et éducation | Rajasthan                   | Inde        |
| 1965  | M. Kandathil Mammon Cherian                       | Littérature et éducation | Kerala                      | Inde        |
| 1965  | M. Krutharthan Ascharya                           | Commerce et industrie    | Orissa                      | Inde        |
| 1965  | M. Phu Dorjee                                     | Sports                   | Bengale-Occidental          | Inde        |
| 1965  | M. Ravishankar Mahashankar Raval                  | Arts                     | Gujarat                     | Inde        |
| 1965  | M. Sonam Wengyal                                  | Sports                   | Sikkim                      | Inde        |
| 1965  | M. Verghese Kurien                                | Commerce et industrie    | Gujarat                     | Inde        |
| 1965  | M. Vuppalathadiyam Nagayya                        | Arts                     | Tamil Nadu                  | Inde        |
| 1965  | M. Wilson Lionel Garton Jones                     | Sports                   | Maharashtra                 | Inde        |
| 1965  | Mme Lakshmi Mazumdar                              | Travail social           | Delhi                       | Inde        |
| 1965  | Mme Mona Chandravati Gupta                        | Travail social           | Uttar Pradesh               | Inde        |
| 1965  | Mme Mrinalini Sarabhai                            | Arts                     | Gujarat                     | Inde        |
| 1965  | Mme Thrity Homi Jehangir Taleyarkhan              | Travail social           | Maharashtra                 | Inde        |
| 1966  | Dr. Dharmendra                                    | Médecine                 | Delhi                       | Inde        |
| 1966  | Dr. Sivaji Ganesan                                | Arts                     | Madras                      | Inde        |
| 1966  | Dr. Earnest Joachin Joseph Borges                 | Médecine                 | Maharashtra                 | Inde        |
| 1966  | Dr. Jerusha Jhirad                                | Médecine                 | Maharashtra                 | Inde        |
| 1966  | Dr. Robert Breokssby Davis                        | Médecine                 | Bihar                       | Inde        |
| 1966  | Dr. Satish Dhawan                                 | Sciences et génie        | Karnataka                   | Inde        |
| 1966  | Prof. Nirmal Kumar Bose                           | Littérature et éducation | Bengale-Occidental          | Inde        |
| 1966  | Sardar Mohan Singh                                | Service public           | Delhi                       | Inde        |
| 1966  | M. Arun Ramavtar Poddar                           | Littérature et éducation | Maharashtra                 | Inde        |
| 1966  | M. B. Silvamurthy Siva Sastry                     | Littérature et éducation | Karnataka                   | Inde        |
| 1966  | M. Ebrahim Alkazi                                 | Commerce et industrie    | Delhi                       | Inde        |
| 1966  | M. Eswara Iyer Krishna Iyer                       | Arts                     | Tamil Nadu                  | Inde        |
| 1966  | M. Pt Hari Shankar Sharma                         | Littérature et éducation | Uttar Pradesh               | Inde        |
| 1966  | M. Raj Kavi Inderjeet Singh Tulsi                 | Littérature et éducation | Delhi                       | Inde        |
| 1966  | M. Jagdish Prasad                                 | Service public           | Uttar Pradesh               | Inde        |
| 1966  | M. Kishan Lal                                     | Sports                   | Uttar Pradesh               | Inde        |
| 1966  | M. Kuldip Singh Virk                              | Service public           | Punjab                      | Inde        |
| 1966  | M. Kundal Lal Bery                                | Service public           | Punjab                      | Inde        |
| 1966  | M. Maqbool Fida Hussain                           | Arts                     | Delhi                       | Inde        |
| 1966  | M. Mohammed Din Jagir                             | Travail social           | Jammu and Kashmir           | Inde        |
| 1966  | M. Purushottam Laxman Deshpande                   | Littérature et éducation | Maharashtra                 | Inde        |
| 1966  | M. Rajeshwar Nath Zutshi                          | Littérature et éducation | Madhya Pradesh              | Inde        |
| 1966  | M. Ramprasad Ramchand Khandelwal                  | Commerce et industrie    | Uttar Pradesh               | Inde        |
| 1966  | M. Sanganbasappa Mallangouda Patil                | Service public           | Karnataka                   | Inde        |
| 1966  | M. Sayyid Ahmedullah Qadri                        | Littérature et éducation | Andhra Pradesh              | Inde        |
| 1966  | M. Stanislaus Joseph Coelho                       | Service public           | Maharashtra                 | Inde        |
| 1966  | M. Surinder Singh Bedi                            | Service public           | Delhi                       | Inde        |
| 1966  | M. Villupuram Chinniah Ganeshan                   | Arts                     | Tamil Nadu                  | Inde        |
| 1966  | Mme Palavayi Bhanumati Ramakrishna                | Arts                     | Tamil Nadu                  | Inde        |
| 1966  | Mme Sumitra Charat Ram                            | Arts                     | Delhi                       | Inde        |
| 1966  | Mme Siddheshwari Devi                             | Arts                     | Delhi                       | Inde        |
| 1966  | Swami Bichitranada Das                            | Travail social           | Orissa                      | Inde        |
| 1967  | Dr. A. Ramaswami Ayengar Gopal Ayengar            | Sciences et génie        | Maharashtra                 | Inde        |
| 1967  | Dr. Amar Prasad Ray                               | Médecine                 | Delhi                       | Inde        |
| 1967  | Dr. Guduru Venkatachalam                          | Sciences et génie        | Tamil Nadu                  | Inde        |
| 1967  | Dr. Hermenogild Santapau                          | Sciences et génie        |                             | Inde        |
| 1967  | Dr. Mayadhar Mansinha                             | Littérature et éducation | Orissa                      | Inde        |
| 1967  | Dr. Monkombu Sambasivan Swaminathan               | Sciences et génie        | Tamil Nadu                  | Inde        |
| 1967  | Dr. Natteri Veeraraghavan                         | Médecine                 | Tamil Nadu                  | Inde        |
| 1967  | Dr. Puthenpurayil Mathew Joseph                   | Littérature et éducation | Kerala                      | Inde        |
| 1967  | Lt. Col. Lal Singh                                | Sciences et génie        | Uttarakhand                 | Inde        |
| 1967  | Mlle Edith Helen Paull                            | Médecine                 | Maharashtra                 | Inde        |
| 1967  | Nawab Mohd. Mansur Ali Khan Pataudi               | Sports                   | Delhi                       | Inde        |
| 1967  | M. A. Nagapa Chettiar                             | Commerce et industrie    | Tamil Nadu                  | Inde        |
| 1967  | M. Ajit Singh                                     | Sciences et génie        | Punjab                      | Inde        |
| 1967  | M. Ali Sardar Jafri                               | Littérature et éducation | Maharashtra                 | Inde        |
| 1967  | M. Balbir Singh Saigal                            | Service public           | Delhi                       | Inde        |
| 1967  | M. Balkrishna Bhagwant Borkar                     | Littérature et éducation | Goa                         | Inde        |
| 1967  | M. Chandidan Detha                                | Sciences et génie        | Rajasthan                   | Inde        |
| 1967  | M. Chandravadan Chimanlal Mehta                   | Littérature et éducation | Gujarat                     | Inde        |
| 1967  | M. Frank Sathyarajan Dewars                       | Service public           |                             | Inde        |
| 1967  | M. Gurdial Singh                                  | Sports                   | Chandigarh                  | Inde        |
| 1967  | M. Harishchandra Gopal Patil                      | Sciences et génie        | Maharashtra                 | Inde        |
| 1967  | M. Kallur Subba Rao                               | Travail social           | Andhra Pradesh              | Inde        |
| 1967  | M. Kiran Chandra Banerjee                         | Service public           | Bengale-Occidental          | Inde        |
| 1967  | M. Krishnachandra Moreshwar aka Daji Bhatawadekar | Arts                     | Maharashtra                 | Inde        |
| 1967  | M. Lala Chand Verman                              | Affaires publiques       | Delhi                       | Inde        |
| 1967  | M. Maganbhai Ramchhodbhai Patel                   | Sciences et génie        | Gujarat                     | Inde        |
| 1967  | M. Mohammed Rafi                                  | Arts                     | Punjab                      | Inde        |
| 1967  | M. Prasad Pande                                   | Affaires publiques       | Madhya Pradesh              | Inde        |
| 1967  | M. Prithipal Singh                                | Sports                   | Punjab                      | Inde        |
| 1967  | M. Priya Ranjan Sen                               | Travail social           | Bengale-Occidental          | Inde        |
| 1967  | M. Sashadhar Mukherjee                            | Arts                     | Maharashtra                 | Inde        |
| 1967  | M. Shankar Laxman                                 | Sports                   | Karnataka                   | Inde        |
| 1967  | M. Shanti Prasad                                  | Service public           | Uttar Pradesh               | Inde        |
| 1967  | M. Syed Fareeduddin                               | Sciences et génie        | Andhra Pradesh              | Inde        |
| 1967  | M. Vasant Krishna Desai                           | Arts                     | Maharashtra                 | Inde        |
| 1967  | M. Ved Ratan Mohan                                | Commerce et industrie    | Uttar Pradesh               | Inde        |
| 1967  | M. Vinjamuri Venkata Lakshmi Narasimha Rao        | Arts                     | Tamil Nadu                  | Inde        |
| 1967  | M. Vithaldas Hakamohand Shah                      | Commerce et industrie    | Maharashtra                 | Inde        |
| 1967  | Mme Prabjot Kaur                                  | Littérature et éducation | Delhi                       | Inde        |
| 1967  | Mme Siddeshari Devi                               | Arts                     | Delhi                       | Inde        |
| 1967  | Syed Abdul Quadir                                 | Travail social           | Uttar Pradesh               | Inde        |
| 1968  | Dr. Abhin Chandra Rao                             | Médecine                 | Orissa                      | Inde        |
| 1968  | Dr. S. Narasimhan                                 | Travail social           | Tamil Nadu                  | Inde        |
| 1968  | Dr. Govind Pandurang Kane                         | Sciences et génie        | Maharashtra                 | Inde        |
| 1968  | Dr. Raja Ramanna                                  | Sciences et génie        | Tamil Nadu                  | Inde        |
| 1968  | Mlle Yamini Krishnamurthy                         | Arts                     | Delhi                       | Inde        |
| 1968  | Mme Begum Akhtar                                  | Arts                     | Uttar Pradesh               | Inde        |
| 1968  | Pandit Ayodhya Prasad                             | Arts                     | Uttar Pradesh               | Inde        |
| 1968  | Rajkumar Sumitra Devi                             | Travail social           | Haryana                     | Inde        |
| 1968  | M. Akhtar Mohiuddin                               | Littérature et éducation | Jammu and Kashmir           | Inde        |
| 1968  | M. Akkineni Nageswara Rao                         | Arts                     | Andhra Pradesh              | Inde        |
| 1968  | M. Amar Nath Gupta                                | Travail social           | Delhi                       | Inde        |
| 1968  | M. Balasaheb Amgonda Patil                        | Littérature et éducation | Maharashtra                 | Inde        |
| 1968  | M. Calambur Sivarama Murti                        | Littérature et éducation | Delhi                       | Inde        |
| 1968  | M. Dattarraya Rama Chandra Bendra                 | Littérature et éducation | Karnataka                   | Inde        |
| 1968  | M. Devchand Chaggan Lal Shah                      | Littérature et éducation | Maharashtra                 | Inde        |
| 1968  | M. Devi Lal Samar                                 | Arts                     | Rajasthan                   | Inde        |
| 1968  | M. Donty Naranappa Krishnaia Setty                | Travail social           | Karnataka                   | Inde        |
| 1968  | M. Harold Joseph                                  | Arts                     | Delhi                       | Inde        |
| 1968  | M. Jaikishan Dahyabhai Panchal                    | Arts                     | Maharashtra                 | Inde        |
| 1968  | M. Jehangir Shapurji Bhownagary                   | Service public           | Delhi                       | Inde        |
| 1968  | M. Kedar Ghosh                                    | Littérature et éducation | Bengale-Occidental          | Inde        |
| 1968  | M. Krishna Swaroop Mullick                        | Service public           | Delhi                       | Inde        |
| 1968  | M. Lakshman Dev Pathak                            | Sciences et génie        | Uttar Pradesh               | Inde        |
| 1968  | M. M.R. Acharekar                                 | Arts                     | Maharashtra                 | Inde        |
| 1968  | M. Man Singh M. Rana                              | Sciences et génie        | Delhi                       | Inde        |
| 1968  | M. Manibhai Bhimbhai Desai                        | Travail social           | Maharashtra                 | Inde        |
| 1968  | M. Mantosh Sondhi                                 | Service public           | Haryana                     | Inde        |
| 1968  | M. Nandamuri Taraka Rama Rao                      | Arts                     | Andhra Pradesh              | Inde        |
| 1968  | M. Narendra Singh Dev                             | Travail social           | Madhya Pradesh              | Inde        |
| 1968  | M. Narinder Nath Mohan                            | Travail social           | Haryana                     | Inde        |
| 1968  | M. Nikhil Ranjan Banerjee                         | Arts                     | Bengale-Occidental          | Inde        |
| 1968  | M. S.Ramaswamy Balasubramanyam                    | Sciences et génie        | Kerala                      | Inde        |
| 1968  | M. Shambu Nath Mukheerjee                         | Travail social           | Bengale-Occidental          | Inde        |
| 1968  | M. Shamrao Sakaramrao Kadam                       | Littérature et éducation | Maharashtra                 | Inde        |
| 1968  | M. Shanker Singh Ram Raghuvanshi                  | Arts                     | Maharashtra                 | Inde        |
| 1968  | M. Bhaurao Krishnarao alias Dadasaheb Gaikwad     | Travail social           | Maharashtra                 | Inde        |
| 1968  | M. Sia Ram Ola                                    | Travail social           | Rajasthan                   | Inde        |
| 1968  | M. Sudheer Sojwal                                 | Sciences et génie        | Haryana                     | Inde        |
| 1968  | M. Sunil Dutt                                     | Arts                     | Maharashtra                 | Inde        |
| 1968  | Mme Durga Khote                                   | Arts                     | Maharashtra                 | Inde        |
| 1968  | Mme Shalini Moghe                                 | Travail social           | Madhya Pradesh              | Inde        |
| 1968  | Mme Sharan Rani Backliwal                         | Arts                     | Delhi                       | Inde        |
| 1968  | Mme Sudha Venkatasiva Reddy                       | Travail social           | Karnataka                   | Inde        |
| 1968  | Mme Vyjayanthimala                                | Arts                     | Tamil Nadu                  | Inde        |
| 1969  | Dr. Amrik Singh Cheema                            | Sciences et génie        | Punjab                      | Inde        |
| 1969  | Dr. Bal Krishan Anand                             | Médecine                 | Delhi                       | Inde        |
| 1969  | Dr. Krikshna Gopal Saxena                         | Médecine                 | Delhi                       | Inde        |
| 1969  | Dr. Nand Kishore Verma                            | Médecine                 | Haryana                     | Inde        |
| 1969  | Dr. Nautam Bhagwan Lall Bhatt                     | Sciences et génie        | Delhi                       | Inde        |
| 1969  | Dr. Pandurang Rajaram Ghorgrey                    | Travail social           | Maharashtra                 | Inde        |
| 1969  | Dr. R. Basappagowda Patil                         | Travail social           | Karnataka                   | Inde        |
| 1969  | Dr. Ram Kumar Caroli                              | Médecine                 | Uttar Pradesh               | Inde        |
| 1969  | Dr. Ramakrishna Ananthakrishna                    | Sciences et génie        | Maharashtra                 | Inde        |
| 1969  | Dr. T. Venkatarama Mahalingam                     | Sciences et génie        | Tamil Nadu                  | Inde        |
| 1969  | Dr. Tara Pada Basu                                | Littérature et éducation |                             | Royaume-Uni |
| 1969  | Lt. Col. Bishan Lal Raina                         | Médecine                 | Delhi                       | Inde        |
| 1969  | Prof. Narayan Sridhar Bendre                      | Arts                     | Maharashtra                 | Inde        |
| 1969  | Prof. T.Varadachari Ramanujam                     | Travail social           | Maharashtra                 | Inde        |
| 1969  | Prof. Vulimiri Ramlingaswami                      | Médecine                 | Andhra Pradesh              | Inde        |
| 1969  | M. Ahmed Abbas Khwaja                             | Arts                     | Maharashtra                 | Inde        |
| 1969  | M. Balraj Sahni                                   | Arts                     | Punjab                      | Inde        |
| 1969  | M. Brahm Nath Qasir Datta                         | Littérature et éducation | Bengale-Occidental          | Inde        |
| 1969  | M. Chand Chhabra                                  | Service public           | Delhi                       | Inde        |
| 1969  | M. Chandrakant Gulabrao Borde                     | Sports                   | Maharashtra                 | Inde        |
| 1969  | M. David Abraham                                  | Arts                     | Maharashtra                 | Inde        |
| 1969  | M. Dhyan Pal Singh                                | Service public           | Uttarakhand                 | Inde        |
| 1969  | M. Gajanan Digamber Madgulkar                     | Littérature et éducation | Maharashtra                 | Inde        |
| 1969  | M. Gopaldas Neogi Chowdhry                        | Travail social           | Bengale-Occidental          | Inde        |
| 1969  | M. H. Govindarao Sreenivasa Murthy                | Sciences et génie        |                             | États-Unis  |
| 1969  | M. K.S.A. Khader Ghulam Mohideen                  | Commerce et industrie    | Tamil Nadu                  | Inde        |
| 1969  | M. Kalyan Singh Gupta                             | Travail social           | Delhi                       | Inde        |
| 1969  | M. Kaviraj Ashuthosh Majumdar                     | Médecine                 | Uttar Pradesh               | Inde        |
| 1969  | M. Kishandas Bhagwandas Kapadia                   | Travail social           | Maharashtra                 | Inde        |
| 1969  | M. Kumar Nandan Prasad                            | Service public           | Uttar Pradesh               | Inde        |
| 1969  | M. Mahendra Nath Kapur                            | Littérature et éducation | Punjab                      | Inde        |
| 1969  | M. Mangru Ganiu Uikey                             | Travail social           | Madhya Pradesh              | Inde        |
| 1969  | M. N. Balakrishna Reddy                           | Travail social           | Andhra Pradesh              | Inde        |
| 1969  | M. Pandurang Vasudeo Gadgil                       | Littérature et éducation | Maharashtra                 | Inde        |
| 1969  | M. Rajendra Kumar                                 | Arts                     | Punjab                      | Inde        |
| 1969  | M. Ram Lal Rajgarhia                              | Commerce et industrie    | Delhi                       | Inde        |
| 1969  | M. Sachin Dev Burman                              | Arts                     | Bengale-Occidental          | Inde        |
| 1969  | M. Sadashiv Rath Sharma                           | Arts                     | Orissa                      | Inde        |
| 1969  | M. Shyam Lal Gupta                                | Littérature et éducation | Delhi                       | Inde        |
| 1969  | M. Singannachar Narasimha Swamy                   | Arts                     | Andhra Pradesh              | Inde        |
| 1969  | M. Srinivasa Natarajan                            | Littérature et éducation | Tamil Nadu                  | Inde        |
| 1969  | M. Subodh Chandra Muk Dev                         | Service public           | Assam                       | Inde        |
| 1969  | M. Sudhir Krishna Mukherjee                       | Service public           | Delhi                       | Inde        |
| 1969  | M. Sukhdev Singh                                  | Arts                     | Maharashtra                 | Inde        |
| 1969  | M. Surendera Nath Ghosh                           | Littérature et éducation | Uttar Pradesh               | Inde        |
| 1969  | M. Thiagarajan Muthia                             | Littérature et éducation | Tamil Nadu                  | Inde        |
| 1969  | M. Upendra Maharathi                              | Commerce et industrie    | Bihar                       | Inde        |
| 1969  | M. V. Subbiah Pillai                              | Littérature et éducation | Tamil Nadu                  | Inde        |
| 1969  | M. Yogeshwar Dayal                                | Sciences et génie        | Delhi                       | Inde        |
| 1969  | Mme Amrita Pritam                                 | Littérature et éducation | Delhi                       | Inde        |
| 1969  | Mme Byrappa Saroja devi Sriharasha                | Arts                     | Karnataka                   | Inde        |
| 1969  | Mme Indrani Rahman                                | Arts                     | Delhi                       | Inde        |
| 1969  | Mme Lila Indrasen                                 | Travail social           | Pondichéry                  | Inde        |
| 1969  | Mme Rajam Ramaswamy                               | Travail social           | Tamil Nadu                  | Inde        |
| 1969  | Mme Roshan Phooken                                | Travail social           | Assam                       | Inde        |
| 1969  | Mme Savitri Sahani                                | Sciences et génie        | Uttar Pradesh               | Inde        |